# Tinova kula
Kapetanov(ić)a kula (Dizdareva, Dizdarevića, Kapetanova kula, Franića kula, Tinova kula) je fortifikacijski objekt u Vrgorcu, Hrvatska. Pripada nizu dobro očuvanih materijalnih ostataka osmanske kulturne baštine u gradu, prije svega kulâ.
U gradu je danas osam turskih kula znane pod imenima Avala, Dizdarevićeva kula (Kapetanovića kula), Cukarinovićeva kula, Pakerova kula, Muminova kula, Raosova kula. Kao malo gdje na jugu Hrvatske, naglašene su u naselju i brojem i po položaju. Namjena im je bila stambena i obrambena. Služila su kao sigurno prenoćište.
Naziva ju se još i Dizdarevića kula. Najveća od osam turskih kula u Vrgorcu. Smatra se da je bila sastavni dio srednjovjekovnih gradskih zidina. Rodno je mjesto Tina Ujevića. Načinom gradnje i ljepotom različita je od ostalih kula.
Kula je na tri kata četverokutna tlocrta.
Kapetanova kula (tal. Torre detta del Principe), danas Tinova kula najveća je srednjovjekovna fortifikacijska i stambena gradevina. U njoj se održava kulturna zbivanja. Za rođendan hrvatskoga pjesnika Augustina Tina Ujevića održava se sedmodnevna Kulturno-književna manifestacija S Tinom u Vrgorcu od 30. lipnja do 5. srpnja. U kuli je "književna vitrina" današnjih dobitnika Nagrade „Tin Ujević" i sudionika kulturno-književne manifestacije „S Tinom u Vrgorcu". Kula ima galeriju u kojoj su donirana umjetnička djela „Theaterwindspiel" iz Berlina. Galerija je mjesto izložbi stranih i domaćih umjetnika.
Rodna kuća Tina Ujevića je zaštićeno kulturno dobro Rodna kuća Tina Ujevića, nazivana još i Kula Dizdarevića ili Kula Kapetanovića, je trokatnica, četvrtastog tlocrta građena nepravilnim klesancima, slaganim u redove. Jedna je od nekoliko sačuvanih kula iz turskog perioda koja je kao i ostale opasivala Vrgorac i služila kao stambeni i fortifikacijski objekt. Datira se u 17. stoljeće. Kula je u dobrom stanju. U drugoj polovici 19. stoljeća napravljene su preinake unutrašnjih prostorija kule.

## Zaštita
Pod oznakom Z-3819 zavedena je kao nepokretno kulturno dobro - pojedinačno, pravna statusa zaštićena kulturnog dobra, klasificirano kao "profana graditeljska baština".

## Vanjske poveznice
- TZ Vrgorac  Arhivirana inačica izvorne stranice od 6. ožujka 2016. (Wayback Machine)